# Hemerobius stenopterus
Hemerobius stenopterus is een insect uit de familie van de bruine gaasvliegen (Hemerobiidae), die tot de orde netvleugeligen (Neuroptera) behoort. 
Hemerobius stenopterus is voor het eerst wetenschappelijk beschreven door Monserrat in 1996.